# Rak Records
Rak Records es una compañía discográfica británica fundada en 1969 por los productores musicales Mickie Most y Peter Grant. Rak fue el sello discográfico con el que trabajaron artistas como The Yardbirds, Herman's Hermits, Suzi Quatro, Mud, Kenny, Hot Chocolate, Smokie, Arrows, Span, Racey y Kim Wilde.

## Historia
La compañía fue fundada en 1969 por Mickie Most y su socio Peter Grant, aunque antes de finalizar el año, esta quedaba definitivamente bajo el control de Most. La cantante de folk Julie Felix fue la primera artista que firmó con el sello. En 1970, Most logró contratar a Suzi Quatro después de verla en un concierto en Detroit. También se unirían al sello artistas como CCS, la banda de Alexis Korner, The Arrows, Hot Chocolate, Angie Miller, Chris Spedding y Heavy Metal Kids. Los principales éxitos de la compañía llegaron con temas como "You Sexy Thing" de Hot Chocolate en 1975 y "I Love Rock 'n Roll", escrito por Alan Merrill y Jake Hooker de la banda The Arrows en 1982.
El catálogo de Rak Records fue distribuido por EMI Records, compañía que adquirió el sello en 1983. Mickie Most mantuvo el nombre de la compañía y el de los RAK Studios, que todavía existen en St. John's Wood junto con Rak Publishing. Esta última compañía representa a artistas como Joan Jett, Ben Taylor y KK. En 1986, Most se llevó el sello de EMI a PRT Records que produjo los últimos lanzamientos hasta que en febrero de 1988, debido a la falta de éxitos, la empresa cerró.  Sin embargo, 26 años más tarde, en 2014, Rak Records reanudó su actividad, como sello para el lanzamiento de descargas digitales y producción de vinilos de 7 pulgadas. The Cadbury Sisters, Trojanhorse y Beautiful Boy son sus principales artistas. Graban sus composiciones originales que se editan en la cara A de los sencillos, mientras en la cara B suelen incluir versiones de los clásicos del repertorio de la compañía. The Cadbury Sisters versionó el clásico de Steve Harley de 1975, "Make Me Smile (Come Up And See Me)", Trojan Horse hizo lo mismo con el tema de Cozy Powell, "Dance With The Devil" y Beautiful Boy con "Kids In America". La distribución la lleva a cabo Gearbox Records usando el mismo logotípo original que en sus inicios.
Cuando Warner Music Group adquirió Parlophone a EMI en 2013, esto incluyó los derechos sobre Hot Chocolate entre otros artistas. Los derechos sobre los álbumes de Suzi Quatro pertenecieron a la compañía independiente Chrysalis Records tras la compra del sello por parte de Blue Raincoat Music a Warner en 2016.